# 스튜어트 랜들
스튜어트 랜들(Stuart Randall, 1909년 7월 24일 ~ 1988년 6월 22일)은 미국의 배우, 텔레비전 배우이다.

## 영화
- 래시 - 크리스마스 테일 (1963년)
- 보난자 (1959년)
- 콜트45 (1957년)
- 화살의 질주 (1957년)
- 파드너스 (1956년)
- 먼지 속의 별 (1956년)
- 샤이안 (1955년)
- 맨 위드 더 스틸 위프 (1954년)
- 달려라 래시 (1954년)
- 어리너 (1953년)
- 데스티네이션 고비 (1953년)
- 사우스 스트리트의 소매치기 (1953년)
- 오명의 목장 (1952년)
- 파크 로우 (1952년)
- 세인트 루이스의 자랑 (1952년)
- 오 헨리 단편집 (1952년)
- 스톰 워닝 (1951년)
- 총검장착 (1951년)
- 론 레인저 - 49년 시리즈 (1949년)